# Márton Gyöngyösi
Márton Gyöngyösi (ur. 8 czerwca 1977 w Kecskemécie) – węgierski polityk, w latach 2022–2024 przewodniczący partii Jobbik, poseł do Zgromadzenia Narodowego, deputowany do Parlamentu Europejskiego IX kadencji.

## Życiorys
Ze względu na pracę zawodową ojca w węgierskiej dyplomacji, dzieciństwo spędził w Egipcie, Iraku, Afganistanie i Indiach. W 1996 ukończył szkołę średnią Tamási Áron Gimnázium, a w 2000 studia z zakresu ekonomii i nauk politycznych w Trinity College w Dublinie. W międzyczasie przez rok w ramach stypendium kształcił się na Friedrich-Alexander-Universität Erlangen-Nürnberg. Przez kilka lat pracował w przedsiębiorstwie doradczym KPMG w Dublinie, a od 2005 w Budapeszcie. W latach 2007–2010 był zatrudniony w Ernst & Young.
W 2006 przystąpił do partii Jobbik. W wyborach w 2010 z ramienia tego ugrupowania został wybrany do Zgromadzenia Narodowego. Uzyskał rozgłos medialny także poza granicami kraju, gdy w 2012 w parlamencie domagał się ustalenia listy Żydów zasiadających we władzach Węgier i mających szkodzić państwu. Wypowiedź ta doprowadziła do protestów w Budapeszcie, w których wzięli udział m.in. ambasadorowie Izraela i Stanów Zjednoczonych.
W 2014 i 2018 z powodzeniem ubiegał się o reelekcję. W 2019 uzyskał natomiast mandat posła do Europarlamentu IX kadencji. W lipcu 2022 wybrany na nowego przewodniczącego swojego ugrupowania. Kierował nim do czerwca 2024.